# Recuerdos de provincia
Recuerdos de provincia es un libro autobiográfico escrito por el político y educador argentino Domingo Faustino Sarmiento en 1850. Fue publicado por primera vez en Santiago de Chile por la imprenta de Julio Belin y Co.

## Argumento
En Recuerdos de provincia, Sarmiento realiza una descripción de su infancia y sus esfuerzos por convertirse en alguien reconocido y respetado sin tener las facilidades que podrían haberle otorgado la riqueza, una reputación familiar o una buena educación.
En el texto rescata los elementos que, según él, considera que debe tener una persona, como los conocimientos, la cultura o el poliglotismo. También describe cómo había aprendido prácticamente sin maestros, ya que aunque su tío, un Presbítero, le había inculcado las primeras letras a los cuatro años de edad toda su vida había tenido que ser un autodidacta. Recordando aun así, que era una obra que relataba sus propios hechos.

## Recepción
Varios especialistas e historiadores han catalogado a Recuerdos de provincia como uno más de los libros que ayudaron a Sarmiento a lanzar su campaña política. Por ejemplo, Beatriz Sarlo, en su obra La estrategia ejemplar de Recuerdos de provincia señala las estrategias propias del texto, como el valor de la inteligencia, del manejo de varios idiomas (como francés, inglés e italiano, por ejemplo) y la forma en que Sarmiento mostraba estas particularidades para mostrarse a sí mismo como alguien capaz de gobernar Argentina.